# Сейедан
Сейеда́н, или Сейда́н, или Саида́н, или Саиду́н (перс. سيدان‎) — небольшой город на юге Ирана, в провинции Фарс. Входит в состав шахрестана Марвдешт. По данным переписи, на 2006 год население составляло 7 555 человек.

## География
Город находится в центральной части Фарса, в горной местности юго-восточного Загроса, на высоте 1 016 метров над уровнем моря.
Сейедан расположен на расстоянии приблизительно 60 километров к северо-востоку от Шираза, административного центра провинции и на расстоянии 640 километров к юго-юго-востоку (SSE) от Тегерана, столицы страны.